# Cherax wagenknechtae
Cherax wagenknechtae — вид десятиногих ракоподібних родини Parastacidae. Описаний у 2022 році.

## Назва
Вид названо на честь Сари Вагенкнехт, німецької політичної діячки, журналісткий, членкині Лівої партії Німеччини (ЛПН).

## Поширення та біологія
Ендемік Нової Гвінеї. Поширений у басейні річок Бераур і Класабун, на заході півострова Фогелькоп поблизу міста Темінабуан (Західне Папуа, Індонезія). Мешкає у відносно неглибоких лісових струмках, майже без водних рослин. Вдень раки ховаються в самостійно викопаних норах на насипах або під камінням, або між рослинним детритом. Деякі з більших самців також ведуть денний спосіб життя. Про біологію відомо небагато. В акваріумі тварини всеїдні, що характерно для раків взагалі.

## Опис
Тіло завдовжки до 153 міліметрів, довжини панцира до 71,5 міліметра. За формою вид відповідає типовій формі раків і його можна відрізнити від споріднених видів за забарвленням і деякими морфологічними деталями. Основне забарвлення тварин (панцира і плеона) червоне, від буро-червоного до винно-червоного. Характерним для виду є забарвлення клішні (Chela). Основне забарвлення у них яскраво-червоне або блідо-червоне, як і тіло, залежно від особини та місцевого населення. Верхня (дорсолатеральна) облямівка жовтувато-біла або блідо-рожева з білою плямою. Він темніший за кольором до переднього кінця, темно-синій або чорний.